# Comunitat Democràtica Popular
La Comunitat Democràtica Popular (bosnià: Demokratska Narodna Zajednica) és un partit polític dels bosnians a Bòsnia i Hercegovina. A les eleccions generals de Bòsnia i Hercegovina de 2002, dirigit per Fikret Abdić (empresonat a Croàcia) va obtenir l'1,4% del vot popular i 1 dels 42 escons a la Cambra de Representants de Bòsnia i Hercegovina, així com 3 dels 140 escons a la Cambra de Representants de la Federació de Bòsnia i Hercegovina.
A les eleccions generals de Bòsnia i Hercegovina de 2006 va obtenir l'1,9% del vot popular i 1 dels 42 escons a la Cambra de Representants de Bòsnia i Hercegovina, així com 2 dels 140 escons a la Cambra de Representants de la Federació de Bòsnia i Hercegovina, així com 6 representants a l'assemblea del cantó d'Una-Sana.